# Smilisca
Smilisca – rodzaj płazów bezogonowych z podrodziny Hylinae w rodzinie  rzekotkowatych (Hylidae).

## Zasięg występowania
Rodzaj obejmuje gatunki występujące od południowej Arizony i skrajnie południowego Teksasu (USA), na południe przez niziny Meksyku (na środkowej części płaskowyżu Aguascalientes) do Ameryki Centralnej i północno-zachodniej Ameryki Południowej (z wyłączeniem dorzecza Amazonki).

## Systematyka

### Etymologia
- Smilisca: gr. σμιλη smilē „nóż”; łac. przyrostek zdrabniający -isca[5].
- Pternohyla: gr. πτερνη pternē „pięta”; rodzaj Hyla Laurenti, 1768[3]. Gatunek typowy: Pternohyla fodiens Boulenger, 1882.

### Podział systematyczny
Do rodzaju należą następujące gatunki:
- Smilisca baudinii (A.M.C. Duméril & Bibron, 1841) – smiliska meksykańska[6]
- Smilisca cyanosticta (Smith, 1953)
- Smilisca dentata (Smith, 1957)
- Smilisca fodiens (Boulenger, 1882) – grzebka nizinna[6]
- Smilisca manisorum (Taylor, 1954)
- Smilisca phaeota (Cope, 1862)
- Smilisca puma (Cope, 1885)
- Smilisca sila Duellman & Trueb, 1966
- Smilisca sordida (Peters, 1863)